# GlobaLeaks
GlobaLeaks je otevřený, svobodný software, který je určen pro vytvoření systémů pro bezpečné a anonymní oznamování. Systém GlobaLeaks byl vyvinut italskou neziskovou organizací Hermes Center for Transparency and Digital Human Rights, která má za cíl podpořit svobodu projevu online.
Software umožňuje komukoliv snadno zřídit a provozovat platformu pro whistleblowing i bez technických znalostí.

## Historie
Koncept projektu vymyslel Fabio Pietrosanti, který jej mezi hacktivisty poprvé sdílel 15. prosince 2010.
Do vývoje první verze se zapojili zejména Claudio Agosti, Arturo Filastò, Michele Orrù, Giovanni Pellerano a Fabio Pietrosanti.
První prototyp byl představen 6. září 2011 na mailing listu Full Disclosure.
V jednom rozhovoru Filastò začátky projektu GlobaLeaks popsal takto: „Po všech těch dramatech s WikiLeaks Cablegate jsme se rozhodli začít pracovat na tomhle.“
Nápad na GlobaLeaks „se zrodil v momentě, kdy jsme si uvědomili, že novináři potřebují zaručit důvěrnost svých zdrojů i na nezabezpečených sítích.“ Systém byl navržen pro novináře, kteří nemají pokročilé znalosti počítačových systémů, ale potřebují bezpečnou platformu, aby mohli ochránit své zdroje. Software umožňuje bezpečnou komunikaci mezi novináři a jejich zdroji a „nepřetržitý a plně zabezpečený tok dat mezi uživateli“. Také umožňuje novinářům si své zdroje ověřit tím, že je požádají o různé typy dat a dokumentů. GlobaLeaks je navíc flexibilnější než služba WikiLeaks, která je k dispozici pouze v angličtině, je centralizovaná a zaměřuje se na „události státního a mezinárodního významu.“ Oproti tomu GlobaLeaks „umožňuje komunikovat v jazyce uživatelů a řešit místní problémy, které ovlivňují každodenní život.“
Filastò a jeho partneři upozornili, že většina podobných služeb „má špatné zabezpečení“ a že například schránka pro whistleblowing SafeHouse provozovaná Wall Street Journal byla „prolomena jen pár hodin poté, co se objevila online.“ Filastò uvedl: „Viděli jsme, že je tu potenciální uživatelská základna, ale že vývojáři na to jdou špatně. Řekli jsme si: ‚my bezpečnosti rozumíme, tohle zvládneme lépe‘. Před dvěma lety jsme proto přišli s pokročilým prototypem: Globaleaks 0.1. Zprvu to byl jenom experiment, ale fungoval celkem dobře. Celý systém jsme pak od začátku přepsali a teď už jsme u verze 2.24.“
V roce 2011 byl do projektu GlobaLeaks začleněn Tor2web, proxy pro Tor Hidden Service proxy navržený Aaronem Swartzem a Virgil Griffithem,jako komponenta, která měla za cíl rozšířit dostupnost platformy o tradiční spojení HTTPS.
V roce 2012 byla v Itálii založena nevládní organizace Hermes Center for Transparency and Digital Human Rights.

## Přijetí
Brandon Stosh popsal GlobaLeaks jako „open source projekt, který má za cíl vytvořit celosvětovou, anonymní, necenzurovatelnou a distribuovanou platformu pro whistleblowing.“ GlobaLeaks chce „demokratizovat model WikiLeaks“ a stát se „de facto standardem ve whistleblowingu založeném na použití technologií“ se zaměřením na nalezení ideálního kompromisu mezi bezpečností a použitelností. Nevládní organizace Hermes Center „chce pomáhat se zveřejňováním informací v jiném měřítku, než co dokáže řešit WikiLeaks. V prosinci 2013 Pietrosanti uvedl, že tým zjistil, že existuje poptávka po „řešení nebo softwaru, které by umožnily libovolné organizaci napomáhat whistleblowingu, a to i na místní úrovni.“
Andy Greenberg citoval Pietrosantiho slova, že cílem organizace Hermes je „rozšířit celé hnutí z aktuálních asi padesáti serverů napodobujících WikiLeaks do sítě stovek nebo tisíců ‚uzlů‘ provozovaných kýmkoliv od amerických korporací, které mají zákonnou povinnost nabízet platformu pro whistleblowing, až po radikální aktivisty, kteří chtějí předat nějaké materiály novinářům přes Tor se zachováním naprosté anonymity.“ GlobaLeaks podle Greenberga „chce rozdělit riziko nakládání s citlivým materiálem mezi celou armádu jednotlivců namísto malé a ohrožené skupiny prostředníků. ‚Existují lidé jako Assange, kteří řeknou: dobře, zveřejníme to a pak budeme bojovat,‘ uvádí Pietrosanti. ‚Spousta lidí chce ale s korupcí bojovat, aniž by na sebe brali takovou zodpovědnost. Pokud snížíme rizikový profil každého, kdo provozuje vlastní uzel, bude takových uzlů mnohem víc. Platforma WikiLeaks nás řadu věcí naučila. A vrátila slovo whistleblower do povědomí veřejnosti (…) Ale dalším logickým krokem je GlobaLeaks,“ dodal Filastò.
V říjnu 2013 napsala Tessel Renzenbrink v článku „Budování infrastruktury pro whistleblowing“ že „pro whistleblowery existuje jenom velmi málo ochranných mechanismů“ a že kvůli tomu „se whistleblowing stal důležitým tématem na největším venkovním hackerském festivalu v Evropě OHM2013.“ Na festivalu Renzenbrink mluvila s lidmi z „několika organizací, které spustily vlastní iniciativy pro vybudování lepší infrastruktury pro whistleblowing,“ včetně Filastò, který jí řekl: „Globaleaks je software navržený k tomu, aby s ním mohl kdokoliv snadno vyrobit stránky pro whistleblowing“. Filastò zdůraznil, že „je to otevřený software, takže si jej kdokoliv může stáhnout, nainstalovat a vytvořit vlastní whistleblowingové stránky. (…) my sami žádnou platformu pro whistleblowing neprovozujeme, (…) ale přispíváme tomuto ekosystému tím, že umožňujeme ostatním realizovat vlastní úspěšné iniciativy.“

## Provoz
Stránka GlobaLeaks využívá Tor Hidden Services, díky kterým může zaručit anonymitu zdroje.
Data zaslaná přes platformu GlobaLeaks jsou zašifrována pomocí PGP a systém na ně automaticky upozorní registrované příjemce (např. místní média, nevládní organizace nebo i konkrétní novináře). Platformy GlobaLeaks nic trvale neukládají a odeslané informace a soubory jsou co nejdříve smazány v souladu s přísnými zásadami pro uchovávání dat.
Pro zlepšení celého procesu se whistleblowerům doporučuje připojit se ke GlobaLeaks s použitím anonymního operačního systému Tails.
Pro přístup ke GlobaLeaks je od uživatelského agenta vyžadován JavaScript.

## Implementace
V roce 2019 byl systém GlobaLeaks přeložen do více než 20 jazyků a nasazen v několika tisíci projektech a iniciativách na celém světě. Mezi jeho mnoha uživateli jsou nezávislá média, aktivisté, mediální agentury, korporace a mnoho dalších.
Reportér časopisu Wired John Borland uvedl, že v prvotních fázích byl systém GlobaLeaks „nasazen po celé Evropě nezávislými novinářskými a aktivistickými skupinami v Srbsku, organizacemi investigativních novinářů v Maďarsku a Itálii a italské skupině bojující s mafií.“ Borland uvedl, že „islandské whistleblowingové stránky Ljost, které jsou založené na GlobaLeaks, dnes [30. prosince 2013] vydaly nové dokumenty o finančním kolapsu země v roce 2008.“ Pietrosanti řekl Borlandovi, že GlobaLeaks „aktuálně jedná s organizacemi v celé řadě dalších zemí, včetně několika mediálních skupin, které chtějí napodobit úspěšný nizozemský model.“ Borland dodal, že „aktivisté také vytvářejí tematické whistleblowingové stránky věnované oblastem, jako jsou lidská práva, ochrana divokých zvířat, sledování, potravinová bezpečnost ve Spojených státech a cenzura.“
Největší implementaci GlobaLeaks spustila v roce 2014 nizozemská organizace Publeaks, „nadace, mezi jejímiž členy je 42 z největších mediálních organizací z celé země. Každá z nich platí roční poplatek 500 €, za který výměnou získá speciální laptop navržený pro přístup k systému.“ Borland uvedl, že „whistlebloweři, kteří k Publeaks přistupují z internetu, se mohou rozhodnout poslat informace třem z těchto mediálních organizací. Všechny organizace přislíbily dodržovat období pro embargo, díky kterému je možné informace prošetřit bez tlaku na okamžité zveřejnění. Skupina již zaznamenala několik vysokoprofilových případů, z nichž jeden vedl k odstoupení významného poslance.“
Mezi další přední organizace podporující whistleblowingové platformy využívající GlobaLeaks patří Free Press Unlimited (FPU) a Associated Whistleblowing Press (AWP).
Od roku 2015 provozuje v České republice GlobaLeaks nezisková organizace Oživení o. s. 
Nizozemská organizace FPU vytvořila AfriLeaks a MéxicoLeaks. AfriLeaks byla prvním projektem GlobaLeaks mimo západní svět a provozuje ji sdružení více než 15 afrických zpravodajských organizací, jež mají za cíl říkat mocným pravdu. „Whistleblowing je důležitý nástroj, který by měl být používán pečlivě, proto teď plánujeme pravidelná budoucí školení,“ uvedl Pellerano pro Guardian. MéxicoLeaks je aktivní nezávislá platforma pro whistleblowing, která má za cíl zveřejňovat informace ve veřejném zájmu v Mexiku a která získala cenu FRIDA 2016.
Belgická organizace AWP vytvořila systémy Ljost (Island), Filtrala (Španělsko), EcuadorTransparente (Ekvádor) a PeruLeaks (Peru). Spoluzakladatel AWP Pedro Noel popisuje AWP jako „neziskovou organizaci, která prostřednictvím whistleblowingu bojuje za svobodu vyjádření a proti porušování lidských práv.
Jedním z nejúspěšnějších projektů GlobaLeaks je WildLeaks, první whistleblowingová iniciativa na světě věnovaná zločinům páchaným na divoké zvěři a lesích, kterou financuje a řídí organizace Elephant Action League (EAL), jež hlásí a prošetřuje různé zločiny. Jedno z jejich šetření bylo součástí oceňovaného dokumentu společnosti Netflix „The Ivory Game“.
GlobaLeaks je také partnerem velkých protikorupčních a lidskoprávních nevládních organizací jako Transparency International Allerta Anticorruzione, OCCRP (OCCRPLeaks) a Amnesty International Amlea.
V roce 2017 aktivistický projekt Xnet, který se věnuje demokracii na síti a digitálním právům od roku 2008, představil na barcelonské radnici první protikorupční schránku na stížnosti s použitím technologie na ochranu anonymity, jako je Tor a GlobaLeaks (katalánsky „Bústia Ètica“). Díky tomuto průkopnickému projektu se radnice města Barcelona stala první obecní samosprávou, která nabídla občanům nástroje, díky nimž mohou poslat informace způsobem, který je bezpečný, zaručuje jejich soukromí a umožňuje jim zůstat zcela anonymní.
V roce 2018 Italský protikorupční úřad (ANAC) spustil celostátní platformu pro whistleblowing s využitím GlobaLeaks a služeb onion, aby dal whistleblowerům bezpečný způsob, jak nahlásit nelegální činnost a přitom ochránit svou identitu.

## Financování
V roce 2011 získala GlobaLeaks 0.1 financování od USAID Srbsko.
V roce 2012 získala GlobaLeaks 2.0 finance ve výši 108 400 USD od Open Technology Fund v rámci programu Freedom2Connect.
V roce 2013 projekt dokázal přežít díky několika darům a mnoha hodinám dobrovolnické práce základních členů týmu.
V roce 2014 dostala organizace Hermes Center od nadace Hivos 200 000 € na projekty whistleblowingových iniciativ na globálním jihu.
V červenci 2014 byl projekt GlobaLeaks financován zhruba 234 000 dolarů od Open Technology Fund určenými na plánování dalšího rozvoje od 3. čtvrtletí roku 2014 do prvního čtvrtletí roku 2016. Všechny zprávy o průběhu projektu jsou přístupné veřejnosti.
V září 2014 spustila italská Transparency International vlastní protikorupční a poradenské centrum ALAC s přispěním 6 000 € z grantu EU.